# Korach (biblische Figur)

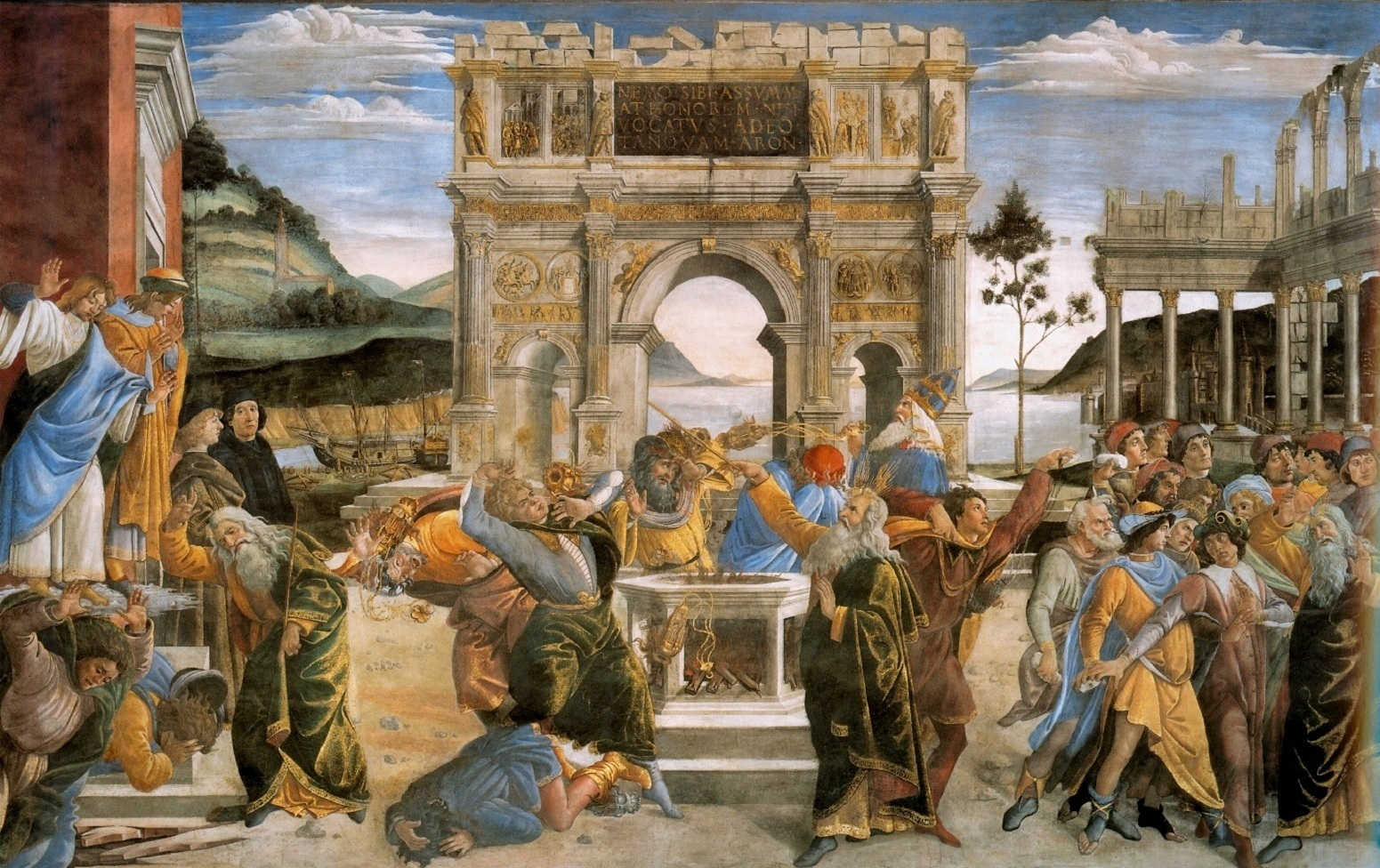
Die Bestrafung von Korach, Datan und Abiram, Fresko von Sandro Botticelli in der Sixtinischen Kapelle, 1481–1482

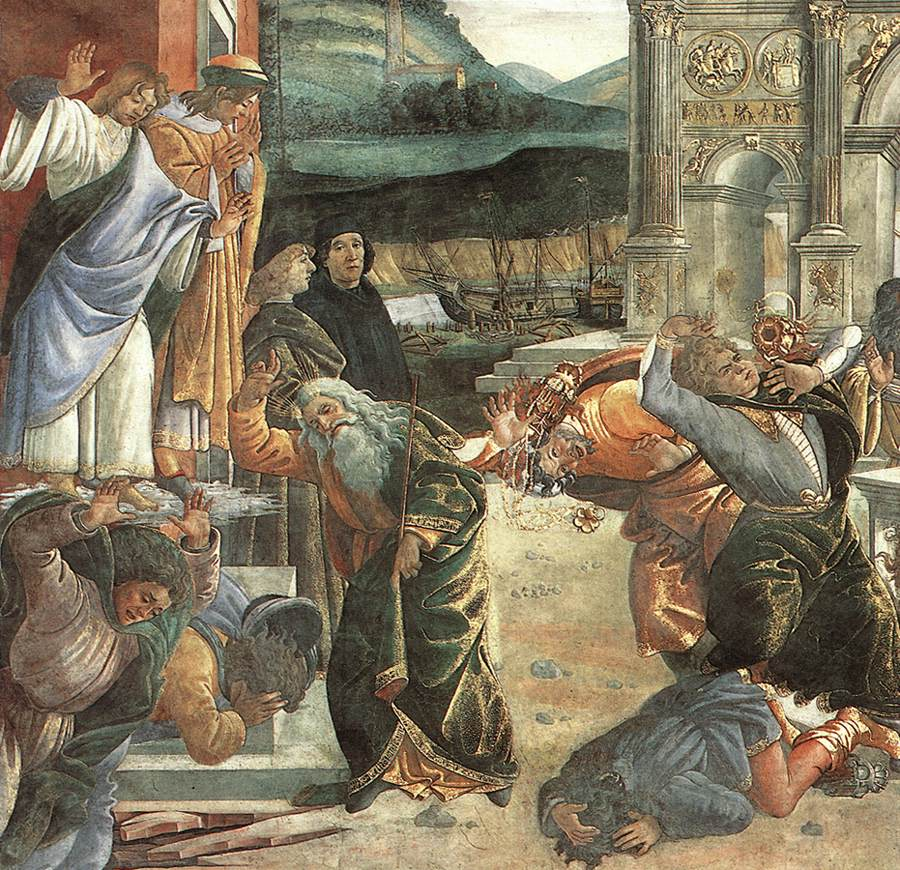
Die Bestrafung des Korach, Detail aus einem Fresko von Sandro Botticelli, 1481–1482

Korach (hebräisch קֹרַח qōraḥ, arabisch قارون Qārūn) war der Anführer eines Aufstands gegen Mose und Aaron während des Exodus des Volkes Israel und Stammvater einer levitischen Tempelsängergilde.

## Etymologie
Der Name קֹרַח qōraḥ leitet sich von der Wurzel קרח qrḥ „sich den Kopf rasieren“, „eine Glatze machen“ ab und ist wohl im Sinne von קָרְחָה qārḥâ als „Kahlkopf“ zu übersetzen.

## Biblische Erzählung
Korach aus dem Stamm der Leviten erhob sich gemäß der biblischen Erzählung gemeinsam mit Datan, Abiram, On und weiteren 250 namhafte Israeliten gegen Mose und dessen Bruder Aaron, weil sie mit der religiösen Vorrangstellung dieser beiden Anführer unzufrieden waren. Die Aufständischen forderten eine Gleichstellung aller Israeliten vor Gott und kritisierten, dass sich Mose und Aaron angeblich über den Rest des Volkes stellten (Num 16,1–3 ).
Der Hauptvorwurf אֲלֵהֶם֮ רַב־לָכֶם֒ ʾalēhæm raḇ-lāḵæm lässt mehrere Deutungen offen:
1. „Lasst es genug sein für euch“ = beansprucht nicht weiter eine Führerstellung
2. „Genug mit euch“ = Wir haben euch lange genug als Führer gehabt
3. „Es müsste euch genügen, dass alle heilig sind“ = erhebt euch nicht über andere
4. „Ihr beansprucht zu viel für euch“; diese Übersetzung legt der Zusammenhang nahe.

Mose trat dem Aufstand entgegen, indem er zu einem Gottesurteil durch ein Opfer aufrief (Num 16,4–7 ) und tadelte die Anklage als Überheblichkeit der Leviten (Num 16,8–11 ). Nachdem Datan und Abiram den Vorwurf hervorbrachten, dass Mose sein Versprechen, die Israeliten ins gelobte Land zu führen, nicht wahrgemacht habe, wandte Mose sich direkt an Gott mit der Bitte, das Opfer der Aufständischen nicht anzusehen (Num 16,12–15 ), und forderte Korach und seine Anhänger erneut auf, durch ein Räucheropfer Gott das Urteil über die Situation zu überlassen (Num 16,16 f ).
Sowohl Aaron als auch Korach und seine Anhänger brachten am Eingang der Stiftshütte ein Rauchopfer dar (Num 16,18 ). In Reaktion darauf erscheint Gott – in der Erzählung wird fast ausnahmslos der Gottesname verwendet – selbst und spricht zu Mose und Aaron. Er forderte zunächst Mose und Aaron, nach deren Fürsprache auch das Volk dazu auf, Distanz zwischen sich und die Aufständischen zu bringen, da er sie bestrafen möchte (Num 16,19–24 ). Daraufhin öffnete sich ein Spalt in der Erde und verschlang Korach mit allen seinen Angehörigen und seinem Besitz, und sie fuhren lebend in die Unterwelt, bevor sich die Erde wieder schloss (Num 16,31–33 ). Schließlich verzehrte ein Feuer Gottes auch die übrigen 250 Aufständischen (Num 16,35 ).
Der Tod der Söhne Korachs wird in späteren Texten revidiert (Num 26,11 ).

## Deutung
Im Aufstand verbanden sich religiöse und politische Elemente. Hervorragende politische und religiöse Führer mit starkem Anhang gingen gegen Mose vor. Dabei nutzten sie auch fromme Argumente. Da das Volk müde und schwach war, war es anfällig für einen Führungswechsel. Daher handelt es sich vermutlich um den gefährlichsten Aufstand gegen Moses Führung.
Möglicherweise lässt der Zusammenschluss von Rubenitern und Leviten darauf schließen, dass der Plan der Aufständischen darin bestand, dass die Rubeniter die politische Führung des Volkes übernahmen (vgl. Ruben als ältester Sohn Jakobs) und der gesamte Stamm Levi (anstelle von ausschließlich den Aaroniten) das Priesteramt. Dies stand jedoch im Widerspruch zu Gottes Verheißung und dem Vatersegen.
Obwohl die Argumentation der Aufständischen zunächst im Einklang mit der biblischen Botschaft wirkt, wird sie biblisch auch außerhalb der konkreten Erzählung abgelehnt. Korach und seine Anhänger berufen sich auf Gottes Aussage, dass die ganze Gemeinde heilig und Gott in ihrer Mitte sei und lehnen ab, dass Menschen sich zum Herr der Gemeinde machen. Dabei werden sie jedoch von egoistischer Geltungssucht getrieben. Indem sie für sich selbst und nicht für Gott eifern, übergehen sie die von Gott gesetzte Ordnung in der Gemeinde.
Entscheidend ist, dass es in der Erzählung nicht darum geht, die Größe Moses zu betonen, sondern es geht um seine Legitimation und die Erkennbarkeit seines göttlichen Auftrags.
Da sich in Num 16,6  erkennen lässt, dass die Aufständischen um Korach vermutlich wie eine echte Gemeinde organisiert war, wird die Rotte Korach auch als „Urtyp einer von Menschen begründeten, falschen Gemeinde [...], die der wahren Gemeinde des Herrn täuschend ähnlich sieht“ angesehen.
Aufgrund mehrerer Parallelen von Num 16  zu Gen 18–19  bezeichnet Gerhard Maier die Rotte Korach als „geistiges Sodom und Gomorra inmitten des Gottesvolkes“.

## Literarische Genese
Der biblischen Erzählung in Num 16 liegen wohl mindestens zwei verschiedene Aufstandsgeschichten zugrunde: Der Aufstand der 250 Männer und der Aufstand von Datan und Abiram. Diese Geschichten wurden miteinander verbunden. Außerdem erfolgte die sogenannte Korachbearbeitung, bei der die Person Korach in die Geschichte integriert wurde. Wann dies geschah und wie genau diese Bearbeitung aussah, ist umstritten. Nach Ludwig Schmidt wurde Korach in der Priesterschrift in die Geschichte vom Aufstand der 350 Männer eingearbeitet, die schließlich mit der Erzählung von Datan und Abiram verbunden wurde. Erhard Blum hingegen vertritt die Auffassung, dass zuerst die beiden Aufstandsgeschichten verbunden wurden und danach Korach ergänzt wurde.
Unumstritten ist die nachpriesterschriftliche Datierung der Korachbearbeitung. In ihr spiegeln sich vermutlich die nachexilischen Auseinandersetzungen um das rechte Priestertum wider. Da diese fürs nachexilische Judentum sehr prägend war, spielt Korach in der Redaktionsgeschichte des Pentateuchs eine zentrale Rolle.

## Die Rotte Korach
Das hebräische Wort für die Anhängerschaft des Korach עֵדָה ʿēdâ bedeutet „Versammlung“, „Gemeinde“ und kann sich sowohl auf die Volksversammlung oder die religiöse Gemeinschaft beziehen als auch pejorativ konnotiert sein. Die von Luther gewählte Bezeichnung Rotte Korach (Num 26,9 ) hat sich im deutschen Sprachraum etabliert. Das Wort „Rotte“ oder das heute häufigere „Zusammenrottung“ betont die negative Bedeutung.

## Die Genealogie Korachs
Die genealogischen Notizen über Korach bringen Schwierigkeiten mit sich. In Ex 6,21 , Num 16,1 , 1 Chr 6,16–23  wird Korach als Sohn des Jizhar vorgestellt, wohingegen 1 Chr 6,7 f  als seinen Vater Amminadab nennt. In allen vier Textstellen jedoch tragen die Söhne Korachs dieselben Namen. Bisher konnte kein befriedigender Lösungsvorschlag für die Abweichung des Vaternamens in 1 Chr 6,7 f  gefunden werden. Möglicherweise soll Korach aufgrund des negativen Images durch die Erzählung in Num 16 von Korach, dem Sohn Jizhars unterschieden werden.
Nach Ex 6,21  war Korach der Sohn Jizhars, Enkel Kehats und Urenkel des Stammvaters Levi. Seine Brüder hießen Nefeg und Sichri. Die Namen seiner Söhne lauten Assir, Elkana und Abiasaf bzw. Ebjasaf (Ex 6,24 ).

## Die Korachpsalmen
Im Psalter sind 11 bzw. 12 Psalmen durch ihre Überschrift לִבְנֵי־קֹרַח liḇnē-qōraḥ den „Söhnen Korachs“ zugeordnet. Bei den Psalmen handelt es sich um Ps 42–49 (Ps 43 jedoch ohne Überschrift), Ps 84–85 und Ps 87–88. Nach aktuellem Forschungsstand sind diese „Söhnen Korachs“ mit dem levitischen Geschlecht der Korachiter zu identifizieren, das jedoch erst in nachexilischer Zeit greifbar ist. Sie werden in 1 Chr 6,22  u. ö. als Tempelmusiker und Torhüter genannt.
Umstritten ist jedoch ob alle bzw. einzelne Korachpsalmen von den Korachitern selbst geschrieben wurden, die Psalmen einer korachitischen Redaktion unterlagen oder sie in der Tradition den Söhnen Korachs zugeschrieben wurden.
Reinhard Achenbach zieht einen Vergleich zu den Davidpsalmen und äußert die Vermutung, dass der Zuordnung zu Korach die Legendenbildung der chronistischen Zeit zugrunde liegt. Als Motivation für die Zuschreibung einiger Zionspsalmen an die Korachiter sieht er die Assoziationen der Motivik zur Korachlegende. Dabei nimmt er insbesondere auf die Erfahrung von Todesdrohung und Errettung Bezug. Jürgen van Oorschot sieht in den Söhnen Korachs hingegen gestaltende Vermittler der traditionellen Zions- und Tempeltheologie und vermutet, dass ihre Tätigkeit als Tempelsänger über das Sammeln von Psalmen hinausging. Der mittelalterliche Talmudausleger Raschi beschreibt die Vorstellung, dass die Söhne Korachs die ihnen zugeschriebenen Psalmen zu dem Zeitpunkt sangen, als sie von der Erde verschlungen wurden. Die Aussage, dass die Söhne Korachs nicht gestorben seien, deutet er so, dass ihr Platz in der Mitte der Erde blieb, von wo ihr Gesang aufstieg und wo sie den Grund der Lobpsalmen legten. Rabbi Menachem haMeiri hält David für den Verfasser der Korachpsalmen, die die Korachiter dann singen sollten.
Die Korachpsalmen sprechen unterschiedliche Bereiche an. Sowohl verschiedene Gattungen als auch Themen und Motive sind vertreten. Jedoch tritt als zentrales Thema der Korachpsalmen die Zionstheologie hervor. Trotz aller Unterschiede lässt sich ein gemeinsames sprachliches und motivliches Profil erkennen, dass auf eine gemeinsame geistige Herkunft hindeutet.
Die Korachpsalmen bestehen aus zwei Gruppen:  Ps 44–49 und Ps 84–85.87–88. Die zweite Gruppe ahmt dabei die erste Gruppe nach. Aufgrund verschiedener Korrespondenzen ist es möglich, dass eine durchdachte Komposition, vielleicht ein ursprünglich eigenes kleines Psalmbuch vorliegt. Die Sammlung beschreibt eine Kreisbewegung, indem sie den Weg eines Pilgers zum Jerusalemer Heiligtum beschreibt: Sie beginnt beim Individuum, führt dann über das Volk und den König über Zion zurück zum Individuum.
In der Gesamtkomposition des Psalters eröffnet die erste Gruppe der Korachpsalmen das zweite Psalmenbuch. Zudem stellt sie den Beginn des in der Forschung umstrittenen Elohistischen Psalters dar. Die zweite Gruppe der Korachpsalmen schließt das dritte Psalmenbuch ab.

## Wirkungsgeschichte
Obwohl mit dem Tempelsängergeschlecht auch positive Erwähnungen von Korach in der Bibel zu finden sind, weist er eine negativ besetzte Wirkungsgeschichte auf. Er wird als aufständischer, karriereorientierter Frevler gesehen. Dies deutet darauf hin, wie tief sich der Aufstand in die Erinnerung des Volkes eingebrannt hat.  Schon alttestamentlich lässt sich eine Tendenz beobachten, die Korach nicht mehr erwähnt. Im Stammbaum in 1 Chr 23,18  wird sein Name nicht erwähnt, was in scharfem Kontrast zur hervorgehobenen Stellung von Mose und Aaron steht. Auch das Väterlob bei Sirach erwähnt ihn nur kurz und als Gegner Aarons (Sir 45,18 f ).
Josephus beschäftigt sich ausführlich mit der Korachtradition. Seine Beschreibung von Korach lässt sich zwar biblisch nicht bestätigen, findet jedoch in anderen außerbiblischen Quellen Belege. So beschreibt Josephus ihn als reichen Mann hervorragender Herkunft, der ein guter Redner war und gut auf das Volk eingehen konnte, jedoch auf die hohe Würde Moses schaute. Philo nimmt Korach zum Anlass für philosophischen Ausführungen über die Konsequenzen von Hochmut.
Das Neue Testament erwähnt Korach lediglich einmal explizit und stellt ihn in eine Reihe mit Kain und Bileam (Jud 1,11 ). Auch 2 Tim 2,19  spielt implizit auf Korach an.

## Andere biblische Personen mit Namen Korach
In der Bibel werden drei weitere Personen mit Namen Korach genannt.
- Sohn Esaus und damit ein esavitischer Stamm (Gen 36,5.14.18 EU, 1 Chr 1,35 EU)
- Sohn des Elifas und Enkel Esaus, Stammfürst (Gen 36,16 EU)
- Sohn Hebron und damit ein judäischer Sippenverband (1 Chr 2,43 EU)

## Korach im Islam
Korach wird im Koran als Qārūn bezeichnet. Qārūn wird im Koran an drei Stellen erwähnt (z. B. Sure 28, Verse 76–81, Sure 40:23) und erscheint dort als Angehöriger des Volkes von Moses. Qārūn glaubt seinen Reichtum, der von einer Schar starker Männer kaum getragen werden konnte, nur aufgrund seines Wissens erhalten zu haben. Aufgrund seines Hochmuts kommt das Strafgericht über ihn und er versinkt mitsamt seiner Behausung in die Erde.